# Zinaida Kuprijanovič
Zinaida Aleksandrovna Kuprijanovič (beloruski: Зінаіда Аляксандраўна Купрыяновіч, rođena 17. septembra 2002), nekad poznata kao Zina Kuprijanovič ili Zena (stilizovano ZENA), je beloruska pevačica, glumica i televizijska voditeljica. ZENA je predstavljala Belorusiju na Pesmi Evrovizije 2019. sa pesmom "Like It", plasirajući se na 24. mesto u finalu.

## Karijera
Kuprijanovič je započela karijeru kao pevačica za decu 2013. godine i takmičila se na festivalu "Junior Wave 2013." i "Junior Slavianski Bazaar" u Vitepsku.
Kuprijanovič se takmičila na beloruskom nacionalnom finalu za dečiju Pesmu Evrovizije dva puta; prvi put se plasirala na četvrto mesto 2015. godine sa pesmom "Mir", a drugi put na treće mesto 2016. sa pesmom "Kosmos". U 2017. godini zauzela je treće mesto u desetoj sezoni "Fabrike Zvyozd", ruske verzije "Operacije trijumf". Nakon toga, Kuprijanovič je započela karijeru voditeljice. Zajedno sa Evgenijem Perlinom i Helenom Merai je vodila Dečiju Pesmu Evrovizije 2018. godine. Kao glumica, davala je glas u ruskim verzijama filmova "Vajana" i "Ralf rastura internet".
Predstavljala je Belorusiju na Pesmi Evrovizije 2019. sa pesmom "Like It", nakon pobede na beloruskom nacionalnom izboru. U Tel Avivu se plasirala u finale iz prvog polufinala, a u finalu je bila 24. sa 31 bodom.

## Diskografija
- "Mir" (2015)
- "Kosmos" (2016)
- "Like it" (2019)